# ناب‌گرایی
سره‌گرایی یا پیوریسم یا پوریسم (به فرانسوی: Purisme) سبکی از حجم‌گری بود که با زیبایی‌شناسی نوین هنر ماشینی پیوند داشت. پیروان این سبک به دنبال کاهش و گاه حذف تزئینات و ریزه‌کاری‌های موجود در حجم‌گری بودند تا به هنری ناب دست یابند. لو کوربوزیه و آمده ازانفان دو تن از برجسته‌ترین هنرمندان این سبک هستند که بین سال‌های ۱۹۱۸ تا ۱۹۲۵ فعال بودند.